# The Secret Art of Human Flight
The Secret Art of Human Flight es una película dramática de comedia fantástica estadounidense de 2023 escrita por Jesse Orenshein, dirigida por H.P. Mendoza y protagonizada por Grant Rosenmeyer.

## Sinopsis
Tras una tragedia, un afligido viudo recurre a un misterioso libro de autoayuda escrito por un excéntrico gurú de la dark web, que promete otorgar el poder de volar.

## Reparto
- Grant Rosenmeyer como Ben Grady
- Paul Raci como Mealworm
- Lucy DeVito como Gloria
- Nican Robinson como Tom
- Reina Hardesty como Sarah
- Rosa Arredondo como Detective Reyes
- Maggie Grace como Wendy
- Sendhil Ramamurthy como Roger

## Estreno
La película se estrenó en el Festival de Tribeca el 8 de junio de 2023. En marzo de 2024, se anunció que Level 33 Entertainment adquirió los derechos de distribución de la película, que se estrenará en cines el 3 de julio de 2024.